# Rajmunda
A Rajmunda a Rajmund férfinév női párja.

## Rokon nevek
- Rajmonda:[1] a Rajmond férfinév (mely a Rajmund változata) női párja.[2]
- Ramóna:[1] a Ramón férfinév (mely a Rajmund változata) női párja.[2]

## Gyakorisága
Az 1990-es években a Rajmunda és a Rajmonda szórványos, a Ramóna gyakori név volt, a 2000-es években a Rajmunda és a Rajmonda nem szerepel a 100 leggyakoribb női név között, a Ramóna a 41. - 51. legnépszerűbb női név.

## Névnapok
Rajmunda, Rajmonda, Ramóna
- augusztus 31.[1]
- január 7.

## Híres Rajmundák, Rajmondák és Ramónák
- Kiss Ramóna – filmszínésznő
- Ramona Petruta Maier román válogatott kézilabdázó